# Nicole Murgia
Nicole Murgia (Roma, 22 febbraio 1993) è un'attrice italiana.

## Biografia
Nicole Murgia è nata il 22 febbraio 1993 a Roma. Ha origini sarde: il padre, Francesco Murgia, è originario di Monti, paese in provincia di Sassari. Si è trasferito nella Capitale per motivi di lavoro in banca. È la sorella maggiore del calciatore professionista Alessandro Murgia.
Nicole Murgia nel 2001 ha fatto il suo debutto come attrice bambina con il ruolo di Lalla nella seconda stagione della serie Don Matteo. L'anno successivo, nel 2002, ha recitato nel film Nemmeno in un sogno, diretto da Gianluca Greco. Nel 2003 ha ricoperto il ruolo di Stella Attico nella miniserie Doppio agguato e quello di Laura nel film Ricordati di me, diretto da Gabriele Muccino. Nello stesso anno ha preso parte al cast della quarta stagione della serie Distretto di Polizia, nel ruolo di Cristina.
Nel 2004 ha ricoperto il ruolo di Camilla nella miniserie Rivoglio i miei figli. Nel 2006 e nel 2007 ha preso parte al cast della serie Nati ieri, dove interpretato il ruolo di Martina, la figlia di Barbara Rizzo. Nel 2005 ha ricoperto il ruolo di Sara nel film Nessun messaggio in segreteria diretto da Luca Miniero e Paolo Genovese. Nel 2008 ha interpretato il ruolo di Valentina Buonocore nel film Un giorno perfetto diretto da Ferzan Özpetek.
Ha ottenuto maggiore popolarità con la serie Tutti pazzi per amore, in onda su Rai 1 tra il 2008 e il 2011, in cui ha interpretato il ruolo di Cristina Giorgi, la figlia di Paolo Giorgi (interpretato da Emilio Solfrizzi).
Nel 2010, oltre a tornare su Rai 1 con la seconda stagione della serie Tutti pazzi per amore, è tornata sul grande schermo con il ruolo di Valentina Manfredi nel film Le ultime 56 ore, per la regia di Claudio Fragasso. Il 24 luglio dello stesso anno è stata premiata con il Grand Prix Corallo Città di Alghero, per l'interpretazione di Cristina Giorgi nella seconda stagione della serie Tutti pazzi per amore. Nel mese di gennaio 2012 ha fatto il suo debutto in teatro con lo spettacolo Occidente solitario con Filippo Nigro e Claudio Santamaria, presso il teatro della Pergola di Firenze.
Nel 2011 ha ricoperto il ruolo di Carlotta nel film Una cella in due, diretto da Nicola Barnaba. Nello stesso anno ha recitato nell'episodio Trick Or Tuber$ - Part II della web serie Youtuber$. Nel 2013 ha ricevuto in Campidoglio l'Oscar dei giovani.
Nel 2022 ha interpretato il ruolo di Luna nella commedia televisiva Din Don - Bianco Natale, diretto da Paolo Geremei, dove ha recitato insieme a Enzo Salvi e Maurizio Mattioli.
Dal dicembre 2022 al marzo 2023 ha fatto parte come concorrente della settima edizione del Grande Fratello VIP, in onda su Canale 5 con la conduzione di Alfonso Signorini.

## Vita privata
Nicole Murgia il 23 dicembre 2015 si è sposata con il calciatore italiano Andrea Bertolacci, dopo quattro anni di fidanzamento. Dal matrimonio sono nati due figli: Matias, nato il 13 gennaio 2017, e Lucas, nato l'8 febbraio 2019. Nel 2022 la coppia ha annunciato la propria rottura a causa di problemi personali.

## Filmografia

### Cinema
- Nemmeno in un sogno, regia di Gianluca Greco (2002)
- Ricordati di me, regia di Gabriele Muccino (2003)
- Nessun messaggio in segreteria, regia di Luca Miniero e Paolo Genovese (2005)
- Un giorno perfetto, regia di Ferzan Özpetek (2008)
- Le ultime 56 ore, regia di Claudio Fragasso (2010)
- Una cella in due, regia di Nicola Barnaba (2011)

### Televisione
- Don Matteo 2 – serie TV, 2 episodi (Rai 1, 2001)
- Doppio agguato, regia di Renato De Maria – miniserie TV, 2 episodi (Canale 5, 2003)
- Distretto di Polizia 4, regia Monica Vullo – serie TV, episodio 4x05 (Canale 5, 2003)
- Rivoglio i miei figli, regia di Luigi Perelli – miniserie TV, 2 episodi (Canale 5, 2004)
- Nati ieri, regia di Carmine Elia, Paolo Genovese e Luca Miniero – serie TV (Canale 5, Rete 4, 2006-2007)
- Tutti pazzi per amore, regia di Riccardo Milani e Laura Muscardin – serie TV, 74 episodi (Rai 1, 2008-2011)
- Din Don – Bianco Natale, regia di Paolo Geremei – film TV (Italia 1, 2022)

### Web TV
- Youtuber$, regia di Daniele Barbiero – web serie, episodio 1x05: Trick Or Tuber$ - Part II (2012)

## Teatro
- Occidente solitario, diretto da Juan Diego Puerta López, presso il teatro della Pergola di Firenze (2012-2013)
- Scusate Il Ritardo, diretto da Alessio Moneta, Lele Sarallo presso il teatro Parioli Costanzo di Roma (2024)

## Programmi televisivi
- Grande Fratello VIP 7 (Canale 5, 2022-2023) – Concorrente

## Riconoscimenti
- 2010: Vincitrice del premio Grand Prix Corallo Città di Alghero per la serie Tutti pazzi per amore[14]
- 2013: Vincitrice del premio Oscar dei giovani